# Ryō Ōwatari
 (mai 2025).
Si vous disposez d'ouvrages ou d'articles de référence ou si vous connaissez des sites web de qualité traitant du thème abordé ici, merci de compléter l'article en donnant les références utiles à sa vérifiabilité et en les liant à la section « Notes et références ».
Ryō Ōwatari (大渡 亮, Ōwatari Ryō?) est un guitariste japonais né le 4 avril 1972 dans la préfecture de Kanagawa, Japon. Il faisait partie autrefois du groupe amateur Pee-Ka-Boo, mais est surtout connu pour son travail au sein du groupe désormais séparé Do As Infinity avec Tomiko Van au chant et Dai Nagao à la guitare acoustique et à la composition.
Depuis la séparation du groupe[Quand ?], il est à la tête d'un nouveau groupe Missile Innovation (ミサイルイノベーション), aux côtés de Hisayoshi Hayashi et Yoshiyasu Hayashi, deux frères jumeaux qui étaient aux côtés de Ryo lors de leur précédent groupe Pee-Ka-Boo.
Ryo a également collaboré avec certains autres artistes du label Avex comme Ai Otsuka.